# NGC 7719
NGC 7719 é uma galáxia espiral na direção da constelação de Aquarius. O objeto foi descoberto pelo astrônomo Francis Leavenworth em 1885, usando um telescópio refrator com abertura de 26 polegadas. Devido a sua moderada magnitude aparente (+14,2), é visível apenas com telescópios amadores ou com equipamentos superiores. 